# 2022년 낸시 펠로시의 대만 순방

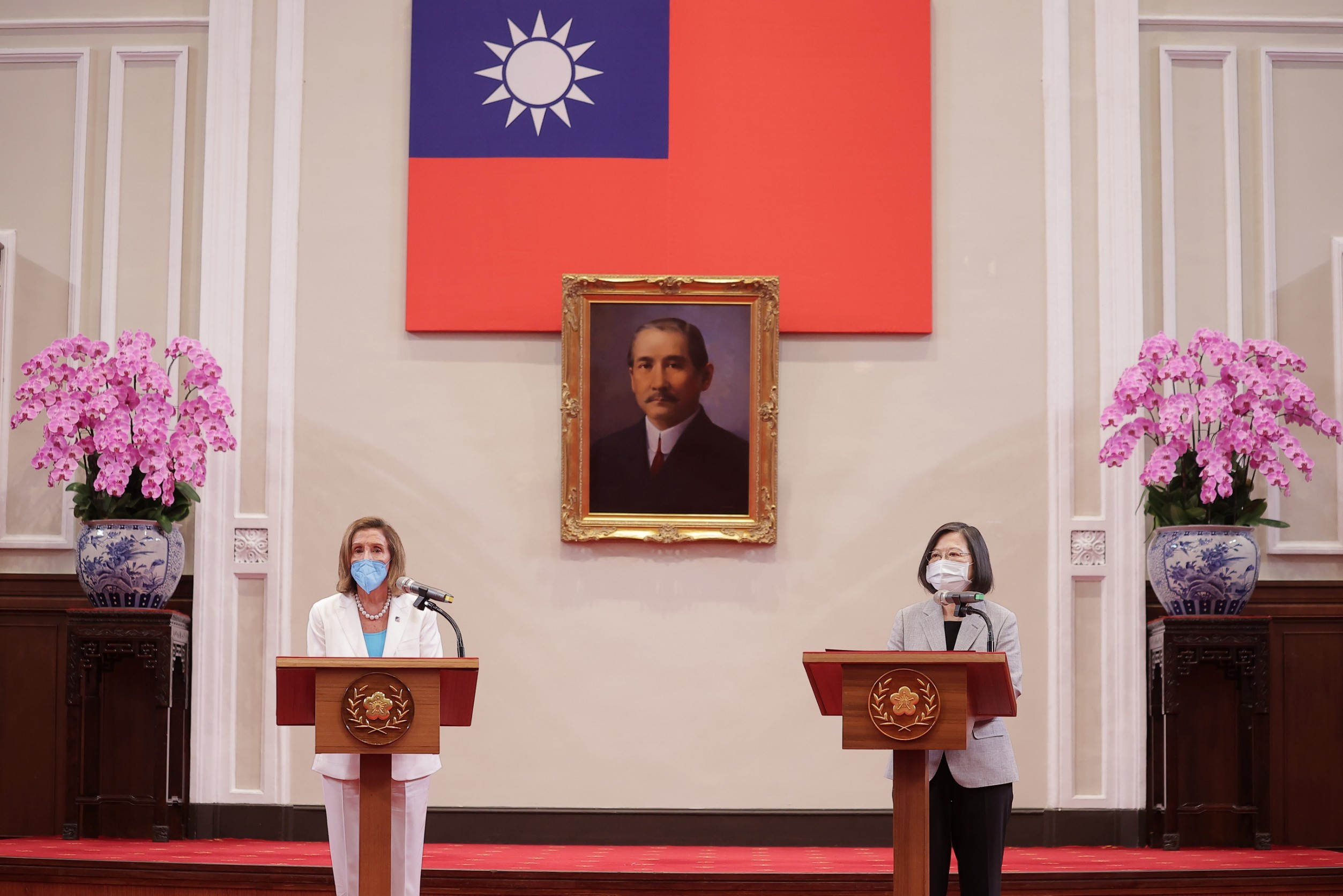
중화민국의 총통 차이잉원(오른쪽)과 미국 하원 의장 낸시 펠로시(왼쪽)이 중화민국 총통부 내에서 기자 회견을 가진 모습.

2022년 낸시 펠로시의 대만 순방(영어: 2022 United States congressional delegation visit to Taiwan)은 미국 하원 의장인 낸시 펠로시가 미국 민주당 의원 5명과 함께 2022년 8월 2일에서 3일 이틀간 공식적으로는 중화민국(ROC)이라고 부르는 대만을 순방한 일이다. 이틀간의 대만 순방은 싱가포르, 말레이시아, 대한민국, 일본으로 이어지는 동아시아 순방 과정에 일어났다. 백악관 측에서는 공식적으로 본 순방을 지지하진 않았다.
대만 도착 직후 펠로시 하원 의장은 자신의 대만 순방이 "대만의 활기찬 민주주의를 지지하는 미국의 확고한 의지를 보여주겠다는 것"이라고 말했다. 펠로시는 중화민국 입법원을 방문했으며 다음 날인 8월 3일에는 중화민국의 총통 차이잉원과 대담하였다.
펠로시가 대만을 떠나자, 중화인민공화국(PRC) 측에서는 2022년 8월 4일부터 7일까지 진행될 예정인 군사 훈련을 대만 주변 해역을 둘러싸고서 진행하기 시작했다.

## 펠로시 대표단
펠로시 의장과 대동한 대표단은 총 5명의 미국 하원 의원으로 구성되어 있다.
- 그레고리 믹스 (민주당, 뉴욕주)
- 라자 크리스나무디 (민주당, 일리노이주)
- 수잔 델베네 (민주당, 워싱턴주)
- 앤디 김 (민주당, 뉴저지주)
- 마크 타카노 (민주당, 캘리포니아주)

## 같이 보기
- 미국-중화민국 관계
- 미국-중국 관계
- 양안관계
- 제3차 대만 해협 위기(en:Third Taiwan Strait Crisis, 1995년~1996년)
- 2022년 중국의 대만 주변 군사훈련
- 중국의 최후통첩